# 薗田賢次
薗田 賢次（そのだ けんじ、1968年12月20日 - ）は、日本の映像作家。ミュージックビデオやタイトルバックなどでの、エッジの効いた表現手法に定評がある。

## 人物
東京都世田谷区出身。明治学院大学経済学部商学科卒業。映像ディレクター及びプロデューサー。ミュージックビデオを中心に映画やドキュメンタリー、タイトルバックなどジャンルに限らず、様々な視覚表現を創出。災害支援活動団体『BOND&JUSTICE』のメンバーでもある。
2020年よりNew Years World Rock Festivalの映像演出も担う。

## 監督作品

### 映画
- 凶気の桜（2002年）
- 鳶がクルリと（2005年）
- Tuesday（Jam Films Sの一環）

### ドキュメンタリー
- 『日本サッカー協会オフィシャルDVD「1436」ジーコ監督と日本代表ドイツワールドカップの真実』

　出演：久米宏・ジーコ監督・日本代表23選手(2006年)
- 『太陽の家』完成披露ドキュメンタリー　出演：長渕剛・広末涼子・飯島直子・瑛太(2019年)
- 『SOUL SURVIVOR』出演：THE RAMPAGE from EXIlE TRIBE(2018年)

### テレビドラマ
- ＢＳ-1　『さそり』(2004年)
- ホテルサンライズHND ～最後のステイ～（2005年）
- テレビ東京　24時間あたためますか?〜疾風怒涛コンビニ伝〜（2008年）
- テレビ朝日　『音女』(2008年)

### タイトルバック
- テレビドラマ『ケイゾク』オープニングタイトル(1999.1～3 OA)
- テレビドラマ『池袋ウエストゲートパーク』
- TBSドラマ『SCANDL』スポットＣＭ
- TBSドラマ『ビューティフルライフ』スポットＣＭ(2000.1～3 OA)
- テレビ朝日ドラマ『TRICK』エンディングタイトル(2000.7～9 OA)
- 『TRICK2』エンディングタイトル(2002.1～3 OA)
- 『L×I×V×E』オープニングタイトル(1999.4～6 OA)
- フジテレビドラマ『愛をください』エンディングタイトル(2000.7～9)
- おせんオープニングタイトル(2008.4～6 OA)
- 20世紀少年オープニングタイトル(2008.8 全国東宝系公開)
- 『溺れる魚』オープニングタイトル(2008.8 全国東映系公開)
- 『ケイゾク』特報・予告・エンディングタイトル(2000.3全国東宝系公開)

### ミュージックビデオ
| アーティスト                | タイトル |  |
| --------------------------- | --- |  |
| 長渕剛                      | 「Orange」「しゃくなげ色の空 feat,AI」 |  |
| EXILE                       | 「Let me luv U down」 |  |
| THE RAMPAGE from EXILETRIBE | 「shangri-lla」「Only one」 |  |
| RYO THE SKYWALKER           | 「EVER GREEN」「太陽になりたいよ」 |  |
| HOKT                        | 「NARIAGARI」「TRUE LOVE」「少年時代」 |  |
| GLAY                        | 「鼓動」 |  |
| AAA                         | 「きれいな空」 |  |
| Radio Aktive Project        | 「そりゃあないよ」 |  |
| 大塚愛                      | 「大好きだよ」「HEART」 |  |
| SUITECHIC(安室奈美恵)       | 「GOOD LIFE」 |  |
| 観月ありさ                  | 「セ・ラ・ピ」 |  |
| 玉木宏                      | 「嘘～Paris～」 |  |
| タンポポ                    | 「王子様と月の夜」 |  |
| 三木道山                    | 「斬る！ジャパニーズ」 |  |
| 中谷美紀                    | 「フロンティア」 |  |
| TUBE                        | 「IN MY DREAM」 |  |
| キングギドラ                | 「UNSTOPPABLE」「F.F.B.」「911 (Remix)」 「ジェネレーションネクスト」 |  |
| ZEEBRA                      | 「MR DYNAMITE」 「BABY GIRL」 「城南ハスラー２」 「SUPATECH」 「BIG BIG MONEY」 「Perfect Queen」 「Touch the sky」 「Oh Yeah」 「Do what U gotta Do」 「Not your Boyfriend」 「Shinin'like a Diamond」 「Jackin'4 Beats」 「Butterfly City feat Ryo the SKYWALKER,Mummy-D＆DOUBLE」 「FLY AWAY」 |  |
| DJ PMX                      | 「NO PAIN NO GAIN feat.MACCHO & ZEEBRA」 |  |
| ライムスター                | 「肉体関係 part2 逆featuring クレイジーケンバンド」 「ブラザーズ」 |  |
| UZI                         | 「９mm」 「KNOCK OUT」 「ひとり酒」 「打つべし」 |  |
| THE LEGEND＄                | 「BUTTOBINA！」「JUSTICE」 |  |
| 北出菜奈                    | 「HOLD HEART」「撃たれる雨」「消せない罪」 |  |
| Tyler                       | 「STAND STRONG」 |  |
| Boo                         | 「BOOGLE DRIVE 678」 |  |
| The indigo                  | 「UNDER THE BLUE SKY」 |  |
| DABO                        | 「PINKY～だからその手を離して～」 |  |
| SHAKKAZOMBIE                | 「RIGHT HERE」 |  |
| ラッパ我リヤ                | 「IT'S A SHOW TIME」 「ENTER THE 我」 |  |
| DJ MASTER KEY               | 「ONE LIFE」 「GOLDEN MIC」 |  |
| Keyco                       | 「Heart Beat」 「流転～dejavu～」 |  |
| RED RUM                     | 「4.AD」 |  |
| YOU THE ROCK                | 「THE PROFESSIONAL ENTERTAINER」 |  |
| D.L.B                       | 「モンキー魂」 |  |
| AKEEM                       | 「1974221」 |  |
| Plastic Tree                | 「Sink」「ツメタイヒカリ」 |  |
| 相川七瀬                    | 「COSMIC LOVE」 |  |

## ＣＭ・広告デザイン・etc
- 湘南パンケーキＣＭ&サイネージ広告
- 鹿児島MEBUKI　店舗ＰＲ
- 舞台「ロスメルスホルム」森田剛・三浦透子(2023年)配信映像演出
- 湘南乃風　風伝説2011 LIVE TOURステージ映像演出
- w-inds/10th Anniversary/We Dance for EVERYONE DVD 演出
- w-inds/10th Anniversary BEST LIVE TOUR 2011 ステージ映像演出
- キングギドラ「影」「最終兵器」「LIVE IN TOKYO 最終兵器TOUR 2002」DVD
- 「SHOUT～FUTURE SHOCK TRILOGY～」DVD
- K DUB SHINE 「世界遺産」DVD
- 「THE CONVOY Christmas'98&'99」DVD
- 「ZEEBRA LIVE TOUR/LIVE ANIMAL'03」ライブ映像'03
- 映画「ケイゾク映画」グッズデザイン(Ｔシャツ・時計・バッグ・CD-ROM・SCREEN SAVER)
- TVゲーム「ケイゾク/GAME～芸能界不夜城伝説～」ビジュアルディレクション
- ドラマ「ケイゾク/特別篇　ディレクターズカット」ビデオパッケージデザイン
- ドラマ「ケイゾク」ビデオ・サウンドトラックパッケージデザイン

## 出演

### ウェブテレビ
- タベドリ（2018年10月15日 - 11月6日、AbemaTV）[1]

## 受賞歴
- 1999年
  - 第20回ザテレビジョンドラマアカデミー賞 タイトルバック賞（『ケイゾク』）[2]
- 2000年
  - 第25回ザテレビジョンドラマアカデミー賞 タイトルバック賞（『池袋ウエストゲートパーク』）[3]

## 関連人物
- 丸山昇一